# Vytautas Antanas Matulevičius
Vytautas Antanas Matulevičius (* 31. Juli 1952 in Šilavotas, Rajon Prienai) ist ein litauischer TV-Journalist und Politiker.

## Leben
Nach dem Abitur 1970 an der 22. Mittelschule Vilnius absolvierte er 1975 das Studium der Journalistik an der Fakultät für Geschichte der Vilniaus universitetas und studierte danach in der Aspirantur am Lehrstuhl für Kultur an der Akademie für Gesellschaftswissenschaften. 1989 promovierte er zum Thema „Visuomenės gyvenimo prieštaravimai ir meninis konfliktas“.
Er arbeitete bei „Komjaunimo tiesa“, „Molodioznaja peciat“ (Jugendpresse) in Moskau, Literaturmagazin „Družba“ (Freundschaft), ab 1989 bei „Prawda“ als Korrespondent in Litauen. Ab 1990 arbeitete bei Lietuvos televizija als Moderator der Sendungen „Veidrodis“ und „Krantas“ (ab 1997 bei Baltijos TV). 1996 wurde er mit dem Preis von Vitas Lingys und mit dem Preis von Vincas Kudirka ausgezeichnet.
2012 wurde er mit „Drąsos kelias“ zum Seimas ausgewählt.
Sein Bruder war der Politiker Algimantas Matulevičius.

## Filmografie
- Visi prieš vieną, publicistinis, apie nušalintojo prezidento Rolando Pakso apkaltą, 2006 m.
- Pilotas, vaidybinis, scenaristas, režisierius Saulius Vosylius, 2008 m.